# Represa dos Alagados
Represa dos Alagados, situada no sul do Paraná, no Brasil, é uma barragem artificial formada sobre o rio Pitangui, entre a foz do Rio Jutuva e a foz do rio São Jorge. A área da represa se estende pelos municípios de Ponta Grossa, Carambeí e Castro.
A barragem foi construída na década de 1940 pela Companhia Prada de Eletricidade S.A (de Ponta Grossa) para a Hidrelétrica São Jorge. Atualmente, as  águas do manancial são captadas pela Companhia de Saneamento do Paraná (Sanepar) para abastecer a cidade de Ponta Grossa.